# Задар (футбольний клуб)
«Зада́р» (хорв. Hrvatski nogometni klub Zadar) — хорватський футбольний клуб з однойменного міста. Заснований у 1949 році.